# Diecéze Babylon
Diecéze Babylon je titulární diecéze římskokatolické církve.

## Historie
Babylon, identifikovatelný s Casr-Esch-Scham, bylo starobylé biskupské sídlo nacházející se v římské provincii Augustamnica II.. Provincie byla součástí Alexandrijského patriarchátu a sufragánní arcidiecézí Leontopolis v  Augustamnice.
V současnosti je využívána jako titulární biskupské sídlo; sídlo dosud nebylo obsazeno.

## Seznam biskupů
- Ciros (zmíněn roku 449)
- Fotios (zmíněn roku 459)
- Zosimos (? – asi 560)
- Zacharias (zmíněn za vlády papeže Agathona, tj. mezi léty 678–681)[1]
- Constantinos (vládl v první polovině 8. století)
- Theodoros (zmíněn roku 743)
- Joannes (zmíněn za vlády papeže Štěpána II., tj. mezi léty 752–757)[1]
- Jacobos (zmíněn roku 879)